# Erie Blades
Gli Erie Blades  sono stati una squadra di hockey su ghiaccio dell'American Hockey League con sede nella città di Erie, nello stato della Pennsylvania. Nati nel 1975 come formazione della NAHL si sono sciolti nel 1982 dopo aver vinto tre titoli consecutivi nella Eastern Hockey League.

## Storia
I primi Erie Blades militarono nella NAHL fra il 1975 ed il 1977. Dopo una stagione di inattività la squadra ritornò a giocare nella Eastern Hockey League, vincendo tre titoli consecutivi fra il 1979 e il 1981.
Per la stagione 1981-82 i Blades si iscrissero nella AHL affiliandosi ai Pittsburgh Penguins e ai Boston Bruins. Dopo una sola stagione priva di soddisfazioni la squadra lasciò Erie per trasferirsi a Baltimora, fondendosi con i Baltimore Skipjacks della Atlantic Coast Hockey League.

### Affiliazioni
Nel corso della loro storia gli Erie Blades sono stati affiliati alle seguenti franchigie della National Hockey League:
- Los Angeles Kings: (1975-1977)
- New York Islanders: (1975-1977)
- New York Islanders: (1978-1980)
- Quebec Nordiques: (1979-1981)
- Buffalo Sabres: (1980-1981)
- Boston Bruins: (1981-1982)
- Pittsburgh Penguins: (1981-1982)

## Record stagione per stagione
| Stagione           | Division | Gare | V  | S  | P | Punti | GF  | GS  | Piazzamento | Play-off                                                          |
| ------------------ | -------- | ---- | -- | -- | - | ----- | --- | --- | ----------- | ----------------------------------------------------------------- |
| Erie Blades (NAHL) |          |      |    |    |   |       |     |     |             |                                                                   |
| 1975-76            | West     | 74   | 37 | 36 | 1 | 75    | 310 | 298 | 3°          | perde 1º turno (Philadelphia) 2-3                                 |
| 1976-77            | NAHL     | 74   | 37 | 33 | 4 | 78    | 257 | 251 | 5°          | vince 1º turno (Philadelphia) 3-1 perde semifinali (Syracuse) 1-4 |
| Erie Blades (EHL)  |          |      |    |    |   |       |     |     |             |                                                                   |
| 1978-79            | NEHL     | 69   | 47 | 19 | 3 | 97    | 344 | 260 | 1°          | vince NEHL                                                        |
| 1979-80            | EHL      | 70   | 46 | 21 | 3 | 95    | 349 | 241 | 1°          | vince EHL                                                         |
| 1980-81            | EHL      | 72   | 52 | 14 | 6 | 110   | 407 | 252 | 1°          | vince EHL                                                         |
| Erie Blades (AHL)  |          |      |    |    |   |       |     |     |             |                                                                   |
| 1981-82            | South    | 80   | 22 | 52 | 6 | 50    | 317 | 425 | 6°          |                                                                   |

## Record della franchigia

### Singola stagione
Gol: 66  Pierre Aubry (1980-81)
Assist: 68  Pierre Aubry (1980-81)
Punti: 134  Pierre Aubry (1980-81)
Minuti di penalità: 385  Nelson Burton (1980-81)

### Carriera
Gol: 119  Stan Gulutzan
Assist: 178  Paul Sheard
Punti: 258  Stan Gulutzan
Minuti di penalità: 447  Paul Sheard
Partite giocate: 344  Paul Sheard

## Palmarès

### Premi di squadra
- Eastern Hockey League: 3

1978-1979, 1979-1980, 1980-1981